# フレッド・ニューハウス
フレッド・ニューハウス（Frederick Vaughn ("Fred") Newhouse、1948年11月8日 - 2025年1月20日）は、アメリカ合衆国の陸上競技選手。1976年モントリオールオリンピックの金メダリストである。

## 経歴
ニューハウスは、1976年モントリオールオリンピックに出場。400mでは、キューバのアルベルト・ファントレナに次いで銀メダルを獲得。さらに、4×400mリレーでも、アメリカチームのメンバーとして、ハーマン・フレイジャー、ベンジャミン・ブラウン、マキシー・パークスとともに、金メダルを獲得した。
2025年1月20日、76歳で死去。晩年は脳腫瘍に苦しんでいた。

## 主な実績
| 年   | 大会                   | 場所                   | 種目 | 結果 | 記録      |
| ---- | ---------------------- | ---------------------- | ---- | ---- | --------- |
| 1971 | パンアメリカンゲームズ | カリ(コロンビア)       | 400m | 2位  | 45秒09    |
| 1976 | オリンピック           | モントリオール(カナダ) | 400m | 2位  | 44秒40    |
| 1976 | オリンピック           | モントリオール(カナダ) | 400m | 1位  | 2分58秒65 |